# アレクシス・ディアス
アレクシス・オマー・ディアス（Alexis Omar Díaz、1996年9月28日 - ）は、プエルトリコのウマカオ出身のプロ野球選手（投手）。右投右打。MLBのロサンゼルス・ドジャース所属。
同じくプロ野球選手のエドウィン・ディアスは実兄である。

## 経歴

### プロ入りとレッズ時代
2015年のMLBドラフト12巡目（全体355位）でシンシナティ・レッズから指名されプロ入り。傘下のルーキー級アリゾナリーグ・レッズでプロデビューし、9試合に登板して0勝1敗、防御率1.38、11奪三振の成績を記録した。
2016年は怪我のためシーズンを全休した。
2017年にルーキー級アリゾナリーグで復帰し、13試合（先発4試合）に登板して2勝3敗、防御率4.94、40奪三振の成績を記録した。
2018年はルーキー級グリーンビル・レッズで11試合（先発9試合）に登板して3勝3敗、防御率3.02、67奪三振の成績を記録した。
2019年はルーキー級アリゾナリーグで開幕を迎え、すぐにA級デイトン・ドラゴンズへ昇格。2チーム合計で27試合（先発5試合）に登板して7勝4敗、防御率5.19、77奪三振の成績を記録した。
2020年はCOVID-19の影響でマイナーリーグのシーズンが中止となり、公式戦への出場はなかった。オフにプエルトリコのウィンターリーグであるリーガ・デ・ベイスボル・プロフェシオナル・ロベルト・クレメンテに参加し、クリオージョス・デ・カグアスでプレーした。
2021年はAA級チャタヌーガ・ルックアウツで35試合に登板して3勝1敗、防御率3.83、70奪三振の成績を記録した。オフの11月19日にルール・ファイブ・ドラフトでの流出を防ぐために40人枠に登録された。
2022年は開幕ロースター入りし、4月8日のアトランタ・ブレーブス戦でメジャーデビューを果たした。5月17日のクリーブランド・ガーディアンズ戦ではMLB初セーブを記録。同日に兄エドウィンもセーブを記録しており、兄弟が同じ日にセーブを記録したのは史上3例目であった。
オフの11月14日に全米野球記者協会（BBWAA）から2位票が1、計3ポイントで最優秀新人選手賞5位にランクインした。
2023年はシーズン開幕前の3月に開催された第5回ワールド・ベースボール・クラシック（WBC）のプエルトリコ代表に選出された。シーズンでは7月2日に選手間投票で初となるオールスターゲームに選出された。この年は最終的にメジャー全体5位となる71試合に登板して9勝6敗37セーブ2ホールド、防御率3.07を記録した。
2024年は60試合と登板試合数を落とし、2勝5敗28セーブ、防御率3.99といずれも前年を下回った。
2025年は開幕から6試合の登板で2ホールドを記録するも防御率12.00と振るわず、5月1日にオプションでAAA級ルイビルに降格した。

### ドジャース時代
2025年5月29日にマイク・ビラーニとのトレードで、ロサンゼルス・ドジャースに移籍した。移籍後、40人枠に入った状態でAAA級オクラホマシティ・コメッツに配属された。7月22日にメジャー昇格し、同日のミネソタ・ツインズ戦に初登板した。

## 詳細情報

### 年度別投手成績
| 年 度    | 球 団    | 登 板 | 先 発 | 完 投 | 完 封 | 無 四 球 | 勝 利 | 敗 戦 | セ 丨 ブ | ホ 丨 ル ド | 勝 率 | 打 者 | 投 球 回 | 被 安 打 | 被 本 塁 打 | 与 四 球 | 敬 遠 | 与 死 球 | 奪 三 振 | 暴 投 | ボ 丨 ク | 失 点 | 自 責 点 | 防 御 率 | W H I P |
| -------- | -------- | ----- | ----- | ----- | ----- | -------- | ----- | ----- | -------- | ----------- | ----- | ----- | -------- | -------- | ----------- | -------- | ----- | -------- | -------- | ----- | -------- | ----- | -------- | -------- | ------- |
| 2022     | CIN      | 59    | 0     | 0     | 0     | 0        | 7     | 3     | 10       | 13          | .700  | 255   | 63.2     | 28       | 5           | 33       | 3     | 5        | 83       | 7     | 0        | 18    | 13       | 1.84     | 0.96    |
| 2023     | CIN      | 71    | 0     | 0     | 0     | 0        | 9     | 6     | 37       | 2           | .600  | 286   | 67.1     | 44       | 4           | 36       | 0     | 10       | 86       | 3     | 0        | 30    | 23       | 3.07     | 1.19    |
| 2024     | CIN      | 60    | 0     | 0     | 0     | 0        | 2     | 5     | 28       | 0           | .286  | 242   | 56.1     | 42       | 6           | 31       | 1     | 6        | 55       | 1     | 1        | 31    | 25       | 3.99     | 1.30    |
| 2025     | CIN      | 6     | 0     | 0     | 0     | 0        | 0     | 0     | 0        | 2           | ----  | 33    | 6.0      | 8        | 4           | 5        | 0     | 2        | 3        | 0     | 0        | 8     | 8        | 12.00    | 2.17    |
| MLB：3年 | MLB：3年 | 190   | 0     | 0     | 0     | 0        | 18    | 14    | 75       | 15          | .563  | 783   | 187.1    | 114      | 15          | 100      | 4     | 21       | 224      | 11    | 1        | 79    | 61       | 2.93     | 1.14    |

- 2024年度シーズン終了時

### WBCでの投手成績
| 年 度 | 代 表        | 登 板 | 先 発 | 勝 利 | 敗 戦 | セ ｜ ブ | 打 者 | 投 球 回 | 被 安 打 | 被 本 塁 打 | 与 四 球 | 敬 遠 | 与 死 球 | 奪 三 振 | 暴 投 | ボ ｜ ク | 失 点 | 自 責 点 | 防 御 率 |
| ----- | ------------ | ----- | ----- | ----- | ----- | -------- | ----- | -------- | -------- | ----------- | -------- | ----- | -------- | -------- | ----- | -------- | ----- | -------- | -------- |
| 2023  | プエルトリコ | 3     | 0     | 0     | 1     | 0        | 12    | 2.0      | 2        | 0           | 5        | 0     | 0        | 3        | 0     | 0        | 4     | 4        | 18.00    |

### 年度別守備成績
| 年 度 | 球 団 | 投手（P） | 投手（P） | 投手（P） | 投手（P） | 投手（P） | 投手（P） |
| 年 度 | 球 団 | 試 合     | 刺 殺     | 補 殺     | 失 策     | 併 殺     | 守 備 率  |
| ----- | ----- | --------- | --------- | --------- | --------- | --------- | --------- |
| 2022  | CIN   | 59        | 2         | 6         | 1         | 1         | .889      |
| 2023  | CIN   | 71        | 5         | 6         | 2         | 1         | .846      |
| 2024  | CIN   | 60        | 4         | 2         | 0         | 1         | 1.000     |
| MLB   | MLB   | 190       | 11        | 14        | 3         | 3         | .893      |

- 2024年度シーズン終了時

### 背番号
- 43（2022年 - 2025年途中）
- 40（2025年途中 - ）

### 代表歴
- 2023 ワールド・ベースボール・クラシック プエルトリコ代表